# Saison 2016 de l'équipe cycliste Synergy Baku Project
La saison 2016 de l'équipe cycliste Synergy Baku Project est la quatrième de cette équipe.

## Préparation de la saison 2016

### Arrivées et départs
| Arrivées          | Équipe 2015             |
| ----------------- | ----------------------- |
| Kanan Gahramanli  |                         |
| Matija Kvasina    | Felbermayr Simplon Wels |
| Tarlan Mammadov   |                         |
| Kirill Pozdnyakov | RusVelo                 |
| Josip Rumac       | Adria Mobil             |

| Départs            | Équipe 2016             |
| ------------------ | ----------------------- |
| Markus Eibegger    | Felbermayr Simplon Wels |
| Tural Isgandarov   | ?                       |
| Agshin Ismailov    | ?                       |
| Alexandr Pliuschin | ?                       |
| Dennis van Winden  | Lotto NL-Jumbo          |

## Coureurs et encadrement technique

### Effectif
| Cycliste              | Date de naissance | Nationalité | Équipe 2015             |  |
| --------------------- | ----------------- | ----------- | ----------------------- |  |
| Elgün Alizada         | 20 avril 1996     | Azerbaïdjan | Synergy Baku Project    |  |
| Elchin Asadov         | 12 février 1987   | Azerbaïdjan | Synergy Baku Project    |  |
| Enver Asanov          | 25 janvier 1994   | Azerbaïdjan | Synergy Baku Project    |  |
| Maksym Averin         | 28 novembre 1985  | Azerbaïdjan | Synergy Baku Project    |  |
| Kanan Gahramanli      | 9 juillet 1997    | Azerbaïdjan |                         |  |
| Ismail Iliasov        | 2 août 1994       | Azerbaïdjan | Synergy Baku Project    |  |
| Samir Jabrayilov      | 7 septembre 1994  | Azerbaïdjan | Synergy Baku Project    |  |
| Matija Kvasina        | 4 décembre 1981   | Croatie     | Felbermayr Simplon Wels |  |
| Tarlan Mammadov       | 6 avril 1997      | Azerbaïdjan |                         |  |
| Matej Mugerli         | 17 juin 1981      | Slovénie    | Synergy Baku Project    |  |
| Kirill Pozdnyakov     | 20 janvier 1989   | Russie      | RusVelo                 |  |
| Josip Rumac           | 26 octobre 1994   | Croatie     | Adria Mobil             |  |
| Oleksandr Surutkovych | 8 janvier 1984    | Ukraine     | Synergy Baku Project    |  |
| Ioánnis Tamourídis    | 3 juin 1980       | Grèce       | Synergy Baku Project    |  |

## Bilan de la saison

### Victoires
| Date       | Course                                                | Pays        | Classe | Vainqueur          |
| ---------- | ----------------------------------------------------- | ----------- | ------ | ------------------ |
| 05/03/2016 | Poreč Trophy                                          | Croatie     | 1.2    | Matej Mugerli      |
| 13/03/2016 | 3e étape du Istrian Spring Trophy                     | Croatie     | 2.2    | Matej Mugerli      |
| 24/04/2016 | Classement général du Tour de Croatie                 | Croatie     | 2.1    | Matija Kvasina     |
| 05/05/2016 | 2e étape du Tour d'Azerbaïdjan                        | Azerbaïdjan | 2.1    | Maksym Averin      |
| 06/05/2016 | 3e étape du Tour d'Azerbaïdjan                        | Azerbaïdjan | 2.1    | Matej Mugerli      |
| 16/06/2016 | 3e étape du Tour de Serbie                            | Serbie      | 2.2    | Matej Mugerli      |
| 19/06/2016 | Classement général du Tour de Serbie                  | Serbie      | 2.2    | Matej Mugerli      |
| 23/06/2016 | Championnat d'Azerbaïdjan du contre-la-montre espoirs | Azerbaïdjan | CN     | Samir Jabrayilov   |
| 23/06/2016 | Championnat d'Azerbaïdjan du contre-la-montre         | Azerbaïdjan | CN     | Elchin Asadov      |
| 24/06/2016 | Championnat de Grèce du contre-la-montre              | Grèce       | CN     | Ioannis Tamouridis |
| 24/06/2016 | Championnat de Croatie du contre-la-montre            | Croatie     | CN     | Matija Kvasina     |
| 25/06/2016 | Championnat d'Azerbaïdjan sur route espoirs           | Azerbaïdjan | CN     | Samir Jabrayilov   |
| 25/06/2016 | Championnat d'Azerbaïdjan sur route                   | Azerbaïdjan | CN     | Maksym Averin      |
| 26/06/2016 | Championnat de Grèce sur route                        | Grèce       | CN     | Ioannis Tamouridis |
| 26/06/2016 | Championnat de Croatie sur route espoirs              | Croatie     | CN     | Josip Rumac        |
| 09/07/2016 | 3e étape du Sibiu Cycling Tour                        | Roumanie    | 2.1    | Kirill Pozdnyakov  |
| 12/08/2016 | 2e étape du Tour of Szeklerland                       | Roumanie    | 2.2    | Kirill Pozdnyakov  |
| 13/08/2016 | 3ea étape du Tour of Szeklerland                      | Roumanie    | 2.2    | Kirill Pozdnyakov  |
| 13/08/2016 | 3eb étape du Tour of Szeklerland                      | Roumanie    | 2.2    | Matej Mugerli      |
| 13/08/2016 | Classement général du Tour of Szeklerland             | Roumanie    | 2.2    | Kirill Pozdnyakov  |